# 消火弾

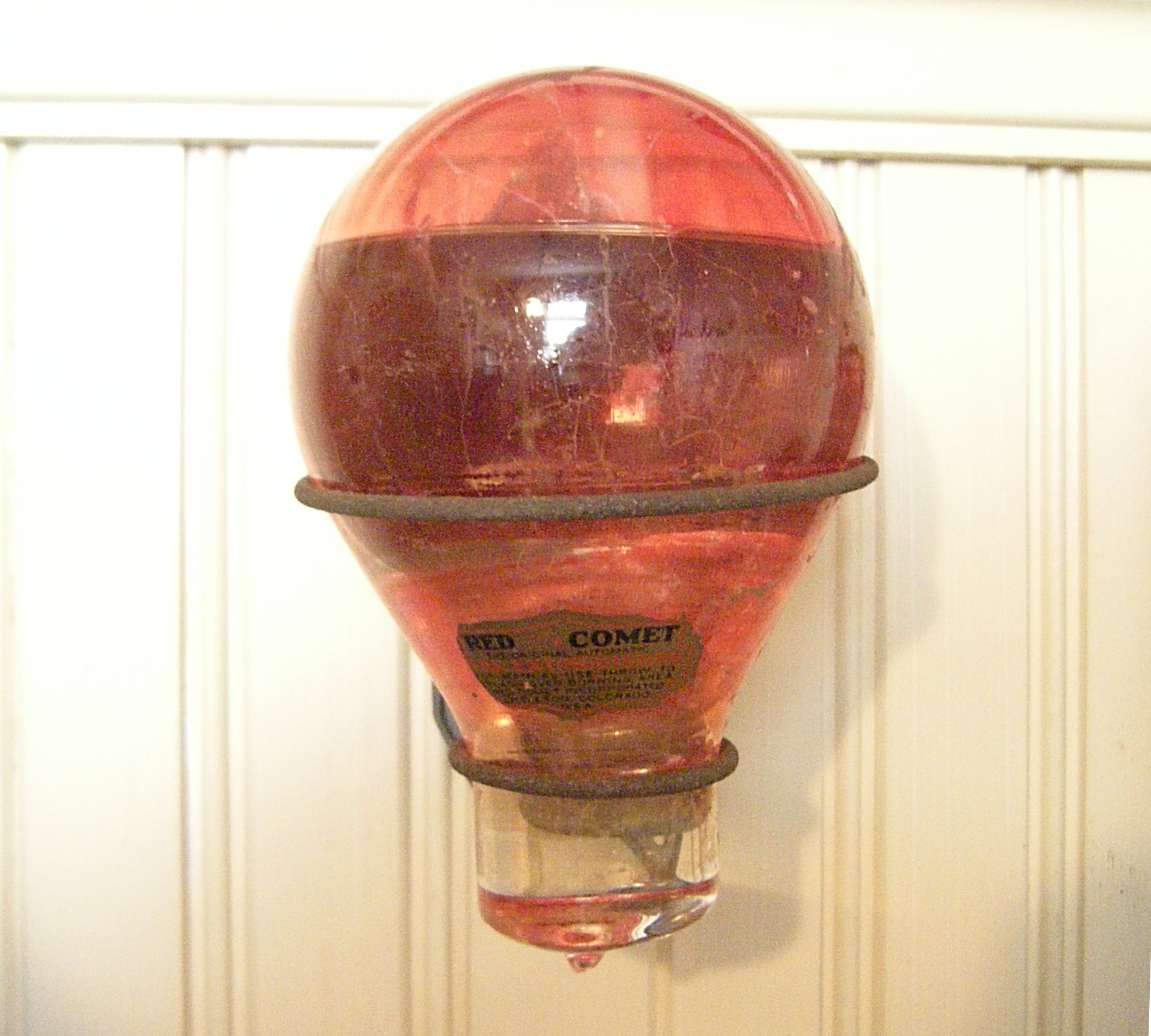
四塩化炭素を使用した消火弾。アメリカのワシントン州に所在するブラックマン・ハウス博物館の収蔵品。

消火弾（しょうかだん）とは、火元に投下、投てきして使用される消火用具。

## 航空消火用
森林火災や木造家屋の同時多発火災の消火のため、ヘリコプターやドローンから消火液を充填した消火弾を投下して炸裂させることで、消火液を散布し消火するものである。
屋根貫通型消火弾は出火家屋の上空から投下して屋根を貫通させて、室内到達後または空中で炸裂させることで消火液を散布し消火するものである。

### 中国
西北工業大学航空学院の特殊消火ドローン研究チームにより、ドローンの消火弾高空投下技術や地上・空中拡散性能等の実証実験が行われ、森林火災の消火に活用できる消防ドローンの開発が進んでいる。

### 日本
日本では1964年度（昭和39年度）から5年間にわたり屋根貫通型消火弾の実験が行われたが、総合的評価の結果、消火弾の実践への発展は中止され、液剤による消火剤散布方式の研究が進められるようになった。
高層ビルの初期消火用として、東京消防庁の消防防災ヘリコプターには防犯用のカラーボールの中身を消火材に変えた消火弾を、ピッチングマシンで射出する装置を搭載できるものがある。
無人航空機に消火弾を搭載する研究も行われている。

## 小型消火具

### 構造
消火弾は、ガラス瓶、または、プラスチック製の容器の内部に塩化アンモニウム、炭酸ナトリウムなどの薬剤を充填し密封している。第二次世界大戦中に日本で生産された製品の中には、毒性のある四塩化炭素を充填したものも存在する。また戦時中に製造された製品は容器にガラスを使用した。
火元に投げ入れることで、容器が壊れて薬液が流れ出す仕組みであるが、薬液が直接火災を消火する冷却消火法ではなく、火災時の熱で薬液が消火性ガスとなり酸素を遮断し消火できる（窒息消火法）。
火元に消火弾を投擲すると、衝撃でガラス製またはプラスチック製などの割れやすい容器が破壊され、内部に充填された塩化アンモニウム、炭酸ナトリウムが飛散、火災の熱で反応して消火ガスが発生する。このガスが酸素の供給を絶ち、火災を止める。ただし窒息消火法であるため屋外、風通しの良い室内、室内の上方などは消火が難しい。一時的にガスが酸素の供給を絶ったとしても、ガスが消失した後に余熱を持った燃料が発火点に達していると再燃する。戦時中の使用上の指摘では消火弾は必ず水と併用する必要があるとされた。
なお、消火弾には携帯タイプだけでなく壁面設置のものもある。

### 日本での歴史

#### 導入
日本においては1885年（明治18年）にアメリカ製の消火弾が紹介された。このときの消火弾の構造は球形容器に薬剤を詰めたもので、ガス化は華氏150度（摂氏65.6度）からはじまり、華氏180度から220度（摂氏82.2度から104.4度）の範囲で最も活発となった。ただし火災の度合い、火災現場の状況などによって投入には十分な判断力が必要とされた。柔らかい物質、場所には3個を固めて投入し1個を投げつけて割ること、帷幄（いあく。布を張り巡らした場所）の中では瓶の口を割って投入することなど、使用法に細かい注意が必要とされた。薬液、ガスともに人体に影響はないとしている。この消火弾の当時の購入価格は1ダースで15ドルであった。試験場所として有楽町練兵場が申請された。
1927年（昭和2年）には神戸において民間人が消火弾を開発した。この消火弾は兵庫県警察署長会議にて試験が行われ、警察部長から賞賛された。構造は従来の製品と類似している。ダイヤモンド消火器の名称がつけられた。
1940年（昭和15年）12月14日、内務省防空研究所と東京市は空襲を予測し、日本消火器製作所が製作した消火弾による消火試験を行った。この試験では家屋6棟が用意された。木造平屋の瓦葺きで、間口と奥行きは二間、建坪は4坪、三棟は壁が板張り、残る三棟は壁が土壁だった。6棟とも一坪あたりの燃料は60kgで内容は建築物の他に木片、鉋屑、ボロが用意された。燃料は押入れの内部、畳の上、棚の上に配置された。これらの家屋は5kgエレクトロン焼夷弾により点火された。消火のタイミングは、火が床上に広がったとき、火が天井に着火したとき、火が外壁を燃え抜いたときを選んで行われた。消火人員は2名とされ、消火弾は連続投入された。
内務省防空研究所の試験結果では消火効力が大きく、実用の価値があると判定した。他に、消防手だけではなく各家庭にも配備する必要があること、大量生産のために硼砂かその代用品を手配するよう企画院に要望することが指摘された。
しかし、1941年（昭和16年）2月18日に企画院で行われた第十一回総動員警備協議会では、消火弾の効力は十分であるが、機能不良なものが少なからず見られ、購入には注意が必要であるとした。また消火弾は水と併用するべきであり、単独では効果が上がらないと指摘している。
消火弾の効能に対する期待は限定的な物だった。消火弾は初期消火に効果があるとされたが、焼夷弾に対する本格的な対応は濡れた筵をかぶせるか土をかぶせることであった。中部軍司令部参謀の談話としては、消火弾は焼夷弾による火災を全て消すほどの効果はなく、発火を抑えて初期消火に用いること、また同時多発する出火に対して延焼を抑えることが目的であるとしている。また消火弾は通常使用される範囲で毒性はなく、毒性が出るには多量の消火弾からガスを発生させる必要があると指摘している。

#### 防空指導と消火弾
1941年（昭和16年）9月3日発行の日本政府刊行物『写真週報』第256号では、日本への焼夷弾攻撃は必至であるとし、爆撃機数を20機、投下弾量を5kg焼夷弾4,000発と仮定して防空を説いた。実際には1945年（昭和20年）3月10日の東京大空襲において、279機のB-29が1,783tの焼夷弾を投下し、弾数は38万1300発にのぼった。命中率に関し、『週報』では7割が田畑、道路に落下し直撃は滅多にないとしている。さらに油脂、テルミット、硫黄を用いた焼夷弾に対し、延焼防止策を説明したが、その第一は濡れムシロ、濡れ布団、土砂を直接焼夷弾へかぶせる手作業であり、化学的消火機材の使用法は説明されていない。また頑健な国民精神を基礎とし、焼夷弾を自分たちの手で処理すること、自らの判断で持ち場を勝手に離れないこと、事前の避難退去の禁止を説いた。その上で防火用水、バケツ、土砂、火たたき、筵、シャベル等の器具を各家庭で用意し、隣組の共通装備として軽便ポンプ、泡沫消火器、四塩化炭素消火器を備えるよう指摘した。こうした消火器は油脂焼夷弾に対して非常に効果があると説明しているが、化学的な消火機材に関し、『写真週報』第256号では各家庭に持つ必要はないとし、隣組の持つべき消火器、消火弾の十分な数量についてはまったく指摘していない。この論調は、1943年（昭和18年）7月21日発行の『写真週報』第353号の「時局防空必携」でも変化はなく、消火作業の主体は手作業であった。

#### 消防法令
日本の現行の消防用設備等の技術上の審査基準では、消火器と簡易消火用具を総称して「消火器具」という。
このうち「簡易消火用具」とは、水バケツ、水槽、乾燥砂、膨張ひる石及び膨張真珠岩をいう。消防法施行令第32条は「この節の規定は、消防用設備等について、消防長又は消防署長が、防火対象物の位置、構造又は設備の状況から判断して、この節の規定による消防用設備等の基準によらなくとも、火災の発生又は延焼のおそれが著しく少なく、かつ、火災等の災害による被害を最少限度に止めることができると認めるときにおいては、適用しない。」としており、この消防法施行令第32条の特例により投てき用消火弾等には簡易消火用具の代替として認められているものがある。